# Вінценос
Вінценос (Balearica) — рід птахів з родини журавлевих. Від журавлів (Grus), степових журавлів (Anthropoides) і Bugeranus carunculatus відрізняються відсутністю змієподібної трахеї, строкатішим оперенням і слабкою стійкістю до низьких температур. Тільки у вінценосних журавлів на нозі є довгий задній палець, який дозволяє птаху легко утримуватися на гілці дерева або чагарнику. Голос вінценосних журавлів менш складний у порівнянні з іншими видами.
Найбільш ранні викопні останки вінценосних журавлів відносять до періоду еоцену 37-54 млн років тому. Усього виявлено 11 видів цих журавлів, що мешкали в Європі і  Північній Америці, які найімовірніше вимерли в результаті глобального похолодання.

## Класифікація
У даний час вінценосів поділяють на два окремі види, кожен з яких в свою чергу має по два підвиди:
- Журавель-вінценос північний (B. pavonina) — мешкає в Західної та Східній Африці
  - B. p. pavonina — Західна Африка (Малі, Буркіна Фасо, Нігер та ін.).
  - B. p. ceciliae — Судан та Ефіопія.
- Журавель-вінценос південний (B. regulorum) — мешкає в Східної та Південній Африці.
  - B. r. regulorum — Замбія, Заїр, Танзанія, Кенія, Уганда, Мозамбік, Бурунді, Малаві, Руанда
  - B. r. gibbericeps — Південно-Африканська Республіка, Зімбабве.